# Чашма
Чашма́ (тадж. Чашма) — село у складі Хатлонської області Таджикистану. Входить до складу Істіклольського джамоату району Носірі Хусрава.
Назва села означає «джерело», так як у селі знаходиться джерело Чиличор-Чашма.
Населення — 362 особи (2017).